# 陳普才
陳 普才（ちん ふさい、生没年不詳）は、元末から明初にかけての人物。陳漢の初代皇帝陳友諒の父にあたる。

## 生涯
復州玉沙県の漁師。三男の陳友諒が沔陽府の獄吏の職を捨てて出歩いているのを嘆き、陳友諒が四男の陳友仁と共に徐寿輝の元へ向かおうとした時は止めようとしたが、陳友諒は聞かなかった。陳友諒が皇帝に即位するとその元へ赴いた。大定3年（1363年）に陳友諒が鄱陽湖の戦いで朱元璋に敗死すると、その次男の陳理が即位したが、徳寿2年（1364年）、朱元璋に都の武昌を攻められて降伏し、陳漢は滅亡した。
降伏後、陳普才は朱元璋から承恩侯に封じられた。洪武5年（1372年）に孫の陳理が高麗へ移るよう洪武帝朱元璋に命じられると、陳普才はそれに伴って滁州に赴いた。